# Lothar Köster (Schauspieler)
Lothar Köster (* 30. Dezember 1924) ist ein deutscher Schauspieler und Synchronsprecher.

## Leben
Ein breites Betätigungsfeld fand Köster als Schauspieler und Regisseur auf Bühnen in Berlin. Einem breiten Publikum wurde er vor allem durch seine Stimme bekannt, die er als Synchronsprecher mehr als drei Jahrzehnte in zahlreichen Film- und Fernsehproduktionen einsetzte. Er synchronisierte Nello Pazzafini in Banana Joe , Franco Ressel in der zweiten deutschen Fassung von Vier Fäuste für ein Halleluja, Ottaviano Dell’Acqua in Eine Faust geht nach Westen, George Innes in Quadrophenia, Bernard Hill in Die Bounty und Peter O’Toole in Entführt – Die Abenteuer des David Balfour.
Als Schauspieler in Film und Fernsehen war er ein seltener Gast. Er spielte in Robert Adolf Stemmles Drama Kubinke, in Gustav Rudolf Sellners Gogol-Inszenierung Der Revisor, in Günter Gräwerts Fernsehspiel Es geht seinen Gang oder Mühen in unserer Ebene, in Peter Hajeks Komödie Sei zärtlich, Pinguin sowie in mehreren Filmen der Reihe Tatort. Außerdem übernahm er Rollen in Fernsehserien wie Ein Fall für Stein, Ein Mann will nach oben und Der elegante Hund.

## Filmografie (Auswahl)

### Schauspieler
- 1966: Kubinke
- 1967: Der Revisor
- 1972: Der Fall Geisterbahn
- 1975: Ein Fall für Stein: Mord oder Totschlag?
- 1978: Ein Mann will nach oben: Der Start
- 1978: Die Faust in der Tasche
- 1980: Teegebäck und Platzpatronen
- 1981: Tatort – Beweisaufnahme
- 1981: Es geht seinen Gang oder Mühen in unserer Ebene
- 1982: Sei zärtlich, Pinguin
- 1987: Der elegante Hund

### Synchronsprecher

#### Filme
- 1968: Für Corrado Gaipa in Mein Bruder der Supermann als Der Oberst
- 1980: Für Clarence Thomas in Der Supercop als Augenzeuge
- 1981: Für Arthur Adams in Das Tal der Puppen als George
- 1982: Für Keenan Wynn in Das letzte Einhorn als Die Harpye
- 1984: Für Ronald Hurley in Hot Dog – Der Typ mit dem heißen Ski als Tankwart
- 1987: Für Roberts Blossom in Flotte Sprüche auf Kanal 9 als Papa Thermodyne
- 1990: Für Marc Alaimo in Total Recall – Die totale Erinnerung als Everett

#### Serien
- 1966: Für Robert Carson in Bonanza als Geschworenensprecher
- 1979: Sherlock Holmes und Dr. Watson als Polizist
- 1983: Für John Alvin in Hart aber herzlich als Carl Johnson
- 1986: Für John Furlong in Simon & Simon als Polizeichef
- 1986: Für Paul Sorensen in Dallas als Andy Bradley
- 1988: Für John Furlong in Remington Steele als Sheriff